# Koeleria boliviensis
Koeleria boliviensis är en gräsart som först beskrevs av Karel Domin, och fick sitt nu gällande namn av Ana María Molina. Koeleria boliviensis ingår i släktet tofsäxingar, och familjen gräs. Inga underarter finns listade i Catalogue of Life.